# Electra (Eurípides)

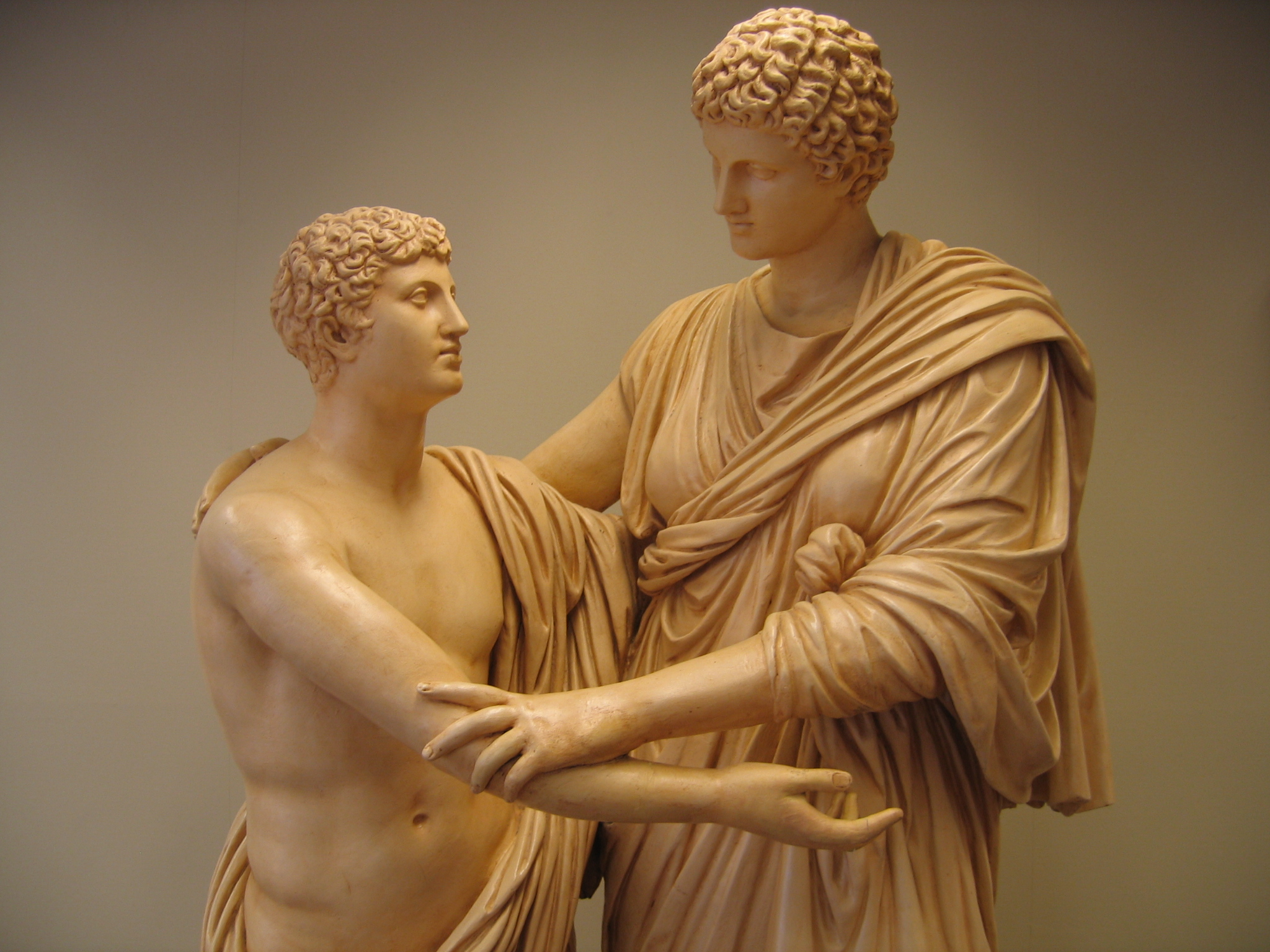
Encuentro entre Orestes y Electra.

El de Electra es un antiguo mito griego desarrollado en tres tragedias que han llegado hasta nuestros días: Las coéforas de Esquilo, la Electra de Sófocles y la Electra  (Ηλέκτρα) de Eurípides. Cada una de ellas difiere de las otras en los detalles de la trama y en el estilo. Se discute si es más antigua la obra de Sófocles o la de Eurípides. La de Eurípides se suele datar entre el año 417 y el 413 a. C. Fue escrita como parte de una trilogía.

## Personajes
- Un CAMPESINO de Micenas, esposo de Electra que no se considera con derecho a trato carnal con ella y lo evita.
- ELECTRA.
- ORESTES.
- PÍLADES.
- Un ESCLAVO ANCIANO.
- Un MENSAJERO.
- CLITEMNESTRA.
- Los DIOSCUROS
- Coro de mujeres de Micenas.
- Coro de ancianos.

## Sinopsis
Después de matar a su marido, Agamenón, Clitemnestra entrega su hija Electra a un campesino para evitar que tenga ella descendencia noble con derecho a reclamar el trono. Electra vive con el campesino, pero no mantiene relaciones con él, que es un hombre honrado y no cree tener derecho a desvirgar a una mujer de noble cuna. 
Orestes, hermano de Electra, llega a casa de ella acompañado de Pílades. Electra no lo reconoce y Orestes, sin darse a conocer, trata de averiguar si su hermana estaría dispuesta a vengar la muerte del padre de ella y de él.
Cuando al fin los hermanos se reconocen, planean vengarse de su madre y del nuevo marido de ella: Egisto. Después de matar a Clitemestra, ambos tienen remordimientos por haber acabado con la vida de quien era su propia progenitora.
Al final, Electra es obligada a casarse con Pílades. Orestes es desterrado, y se lo somete a un juicio por su pecado.

## Trasfondo de la obra
Eurípides trata de dar lógica a un tema ya desarrollado por Esquilo y por Sófocles. Este intento de hacer lógica la tragedia se lleva a cabo mediante la ausencia de los dioses. Electra mata ella misma a su madre, Clitemnestra, en un episodio de gran fuerza y dramatismo. Pero más tarde, Orestes y Electra se dan cuenta de la magnitud de su crimen y pesa sobre ellos el sentimiento de culpa, aunque no llegan a arrepentirse. Se nos anuncia al final la expiación del crimen. Esta es una tragedia de dolor y sufrimiento y de importante conflicto moral: es justo que Clitemnestra expíe su crimen con la muerte, pero aun así, eso no justifica el matricidio.